# Wasserspeicher (Leverburgh)

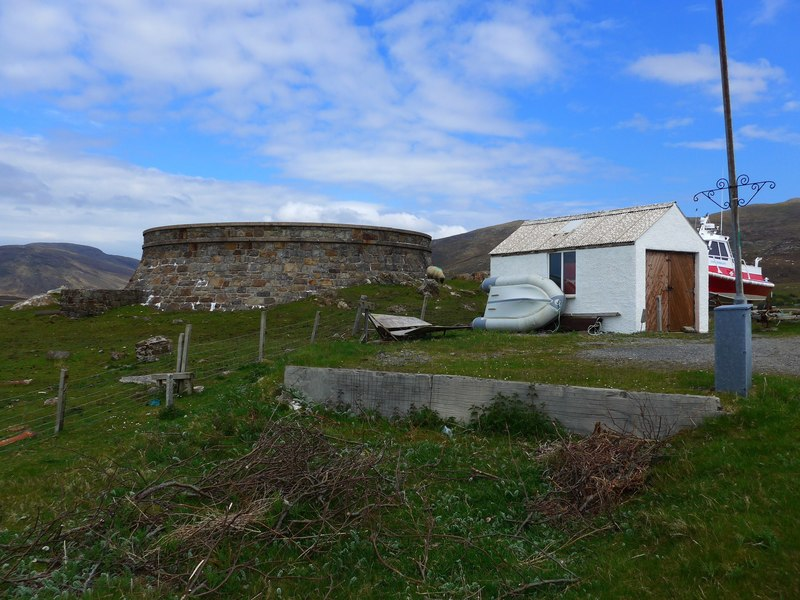
Wasserspeicher von Leverburgh

Der Wasserspeicher von Leverburgh ist ein Wasserspeicher in der Ortschaft Leverburgh auf der schottischen Hebrideninsel Lewis and Harris. 1994 wurde das Bauwerk in die schottischen Denkmallisten in der Denkmalkategorie B aufgenommen.

## Geschichte
Nachdem der Industrielle William Lever, 1. Viscount Leverhulme Harris 1919 erworben hatte, plante er die günstige Lage der Ortschaft zu ihrer Entwicklung als Fischereihafen zu nutzen. Über die in diesem Zuge gegründete Ladenkette Mac Fisheries plante er einen landesweiten Absatz der Produkte. Seine Vision umfasste die Schaffung von 10.000 Arbeitsplätzen in der Fischerei und der Fischverarbeitung am Standort. Nach seinem Ableben 1925 wurden die Pläne aufgegeben und bereits begonnene Projekte nicht weiter ausgeführt. Der Wasserturm wurde in den frühen 1920er Jahren errichtet. Anders als der Wasserturm von Leverburgh, der neben der Wasserversorgung des Fischereibetriebs auch die neuerrichtete Siedlung der Betriebsangehörigen versorgen sollte, stand Wasserspeicher ausschließlich für die Versorgung des Fischereibetriebs zur Verfügung.

## Beschreibung
Der Wasserspeicher von Leverburgh befindet sich auf einer flachen Anhöhe wenige Meter oberhalb der Ortschaft. Es handelt sich um einen runden Erdhochbehälter der großteils mit Boden überdeckt ist. Über Grund ist der sich verjüngende Abschluss sichtbar. Dieser ist aus grob zu ungleichförmigen Quadern behauenem Feldstein aufgemauert und mit einem umlaufenden Gesims ornamentiert. Der Behälterauslass befindet sich hangseitig in Bodennähe. Der in den Denkmalunterlagen beschriebene äußere und innere Verputz ist aktuell nicht mehr ersichtlich.